# Georg Buch
Georg Buch (* 24. September 1903 in Wiesbaden; † 5. August 1995 ebenda) war Politiker der SPD. Buch gehörte der Verfassungsberatenden Landesversammlung in Hessen an, war Mitglied und später Präsident des hessischen Landtags und von 1960 bis 1968 Oberbürgermeister von Wiesbaden.

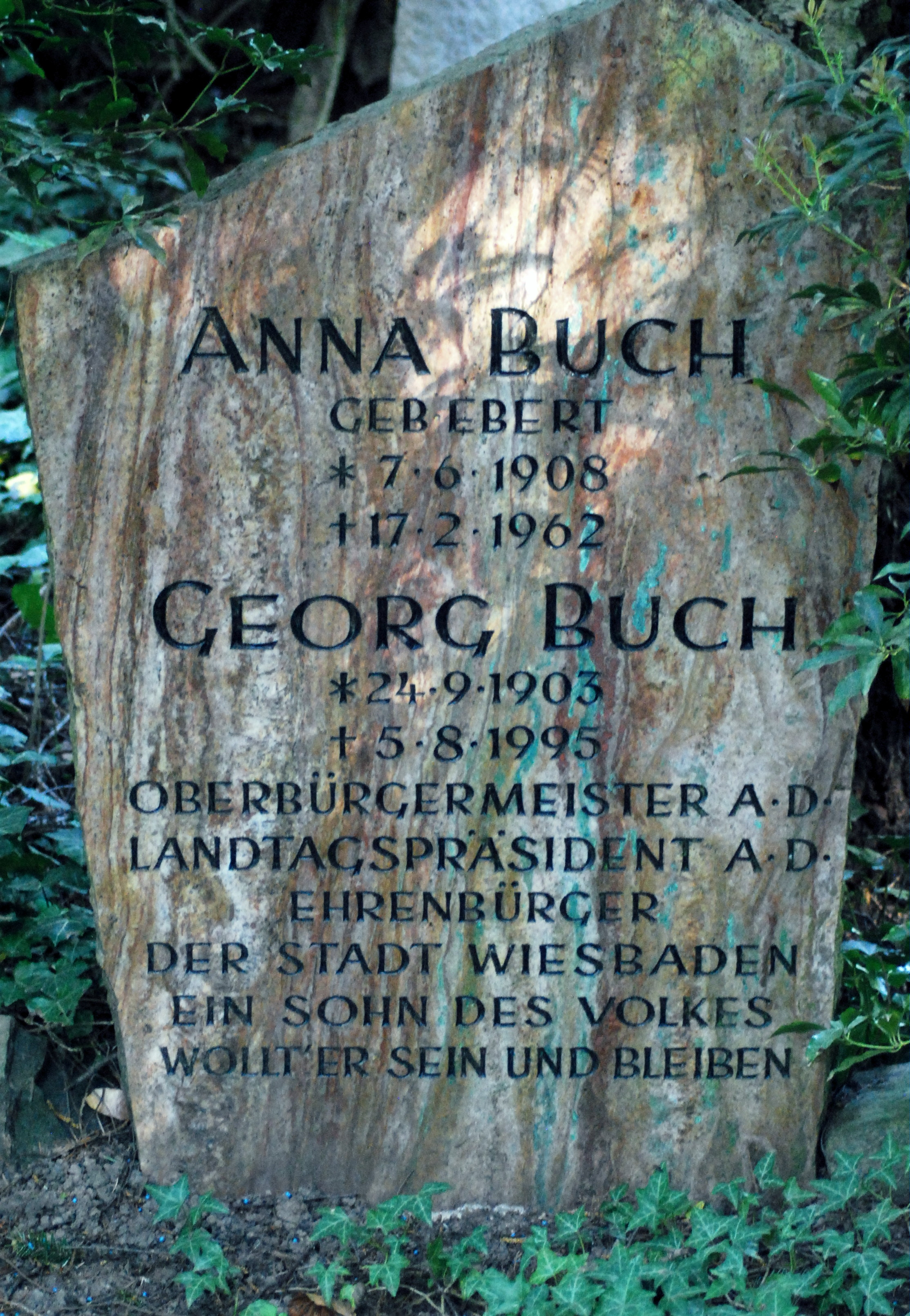
Grab Georg Buchs auf dem Nordfriedhof Wiesbaden

## Biografie

### Ausbildung
Buch besuchte von 1909 bis 1917 die Volksschule. Anschließend absolvierte er von 1917 bis 1921 eine Lehre als Schriftsetzer bei der Druckerei Carl Ritter in Wiesbaden. Bereits 1919 engagierte er sich gewerkschaftlich in der Jugendorganisation des Verbandes der Deutschen Buchdrucker. Nach der Lehre, unterbrochen durch Wanderschaft, arbeitete er als Buchdruckergehilfe und Schriftsetzer, unter anderem bei den Wiesbadener Firmen Ritter und Friedmann.
1929 und 1930 besuchte er die Akademie der Arbeit an der Johann Wolfgang Goethe-Universität Frankfurt. Danach war er 1931 kurzzeitig beschäftigt bei der Druckerei Zeidler in Wiesbaden-Biebrich.

### Zeit des Nationalsozialismus
1920 trat er dem Arbeiter-Jugend-Bund bei, 1921 der SPD. 1928 wurde er Propagandaleiter des Unterbezirks Wiesbaden der SPD.
1933 wurde Georg Buch Stadtverordneter und Vorsitzender der SPD in Wiesbaden. Vom 14. September bis zum 28. September 1933 befand er sich in Schutzhaft. Danach verdiente er seinen Lebensunterhalt als Vertreter: Zunächst für Kaffee, dann für Haushaltsartikel, zwischen 1938 und 1940 als Handelsvertreter für die Holsteiner Lebensmittelwerke. Von 1940 bis 1941 war er Imprägnierer (Vorarbeiter) bei der Firma Karl Büger in Wiesbaden und damit unter anderem auch Bauführer im Bereich des Luftgaus Westfrankreich in La Rochelle.
Zwischen 1941 und 1945 befand er sich wegen Vorbereitung zum Hochverrat in verschiedenen Gefängnissen in Untersuchungs- und Strafhaft und war in den Konzentrationslagern SS-Sonderlager Hinzert und Sachsenhausen interniert.

### Nachkriegszeit
Von 1945 bis 1946 war Buch Parteisekretär (Geschäftsführer) der SPD Wiesbaden. Ab 1946 war er Stadtverordneter sowie Stadtrat (Dezernent für Ernährung und Wirtschaft) in Wiesbaden und Vorsitzender der SPD-Stadtverordnetenfraktion. Seit 1954 war er Bürgermeister und von 1960 bis 1968 Oberbürgermeister von Wiesbaden.
1946 war er außerdem Gründungsgesellschafter der Frankfurter Union-Druckerei. Ferner war er bis zuletzt Präsidiumsmitglied des Sachsenhausen-Komitees für die Bundesrepublik Deutschland. Er war 1946 Mitbegründer des hessischen Landesverbandes der Vereinigung der Verfolgten des Naziregimes (VVN) mit Sitz in Gießen.
1946 gehörte er der Verfassungberatenden Landesversammlung (Groß-Hessen) an. Buch war von 1946 bis 1950 und von 1954 bis 1974 Mitglied des Hessischen Landtags. Von 1959 bis 1960 übte er das Amt des Vorsitzenden und von 1960 bis 1966 das des stellvertretenden Vorsitzenden der SPD-Fraktion aus. Von 1966 bis 1974 war er Präsident des Hessischen Landtags.
Von 1947 bis 1954 war er Vorsitzender des Ortsvereins bzw. des Unterbezirks der SPD Wiesbaden. Von 1954 bis 1962 war er stellvertretender Vorsitzender des SPD-Bezirks Hessen-Süd.
Zwischen 1971 und 1980 bekleidete er das Amt des Vorsitzenden des Kuratoriums Unteilbares Deutschland (Landeskuratorium Hessen).
Seine letzte Ruhestätte fand Buch neben seiner Ehefrau Anna auf dem Nordfriedhof in Wiesbaden.

### Ehrungen
- 25. Mai 1964 Das Große Goldene Ehrenzeichen für Verdienste um die Republik Österreich.[1]
- 1968 Ernennung zum Ehrenbürger von Wiesbaden.
- 1968 Wilhelm-Leuschner-Medaille des Landes Hessen.
- 1973 Das Große Silbernen Ehrenzeichen am Bande für Verdienste um die Republik Österreich.[2]
- 1973 Marie-Juchacz-Plakette der Arbeiterwohlfahrt.
- 1978 Das Große Verdienstkreuz mit Stern und Schulterband der Bundesrepublik Deutschland.[3]
- Das Jugendzentrum Georg-Buch-Haus in der Wiesbadener Wellritzstraße ist nach ihm benannt.